# Baldomero Lozano Pérez
Baldomero Lozano Pérez (Albacete, 24 de mayo de 1941-Madrid, 15 de septiembre de 1979) fue un abogado y político español. Licenciado en Derecho,  fue elegido diputado del PSOE por León en las elecciones de 1977 y formó parte de la  legislatura Constituyente. Fue reelegido diputado en la I legislatura y falleció a los pocos meses de celebrarse las elecciones generales. 
Como diputado, realizó importantes aportaciones en la tramitación de la  reforma fiscal de 1977, impulsada por Francisco Fernández Ordoñez, como subrayaría el propio Fernández Ordóñez, "sobre todo al impuesto progresivo sobre la renta". 

## Biografía
Baldomero Lozano nació en Albacete el 24 de mayo de 1941.
Estudió el bachillerato en Alicante y se licenció en Derecho (en la especialidad Fiscal y Administrativo) por la Universidad Complutense de Madrid. Becado por la Universidad Internacional Menéndez Pelayo asistió a sus cursos en Santander e, invitado por el Parlamento Europeo, estuvo en Estrasburgo (Francia) para conocer la realidad de la Comunidad Europea. 
Se incorpora a la Unión General de Trabajadores en el verano de 1973 y al PSOE en octubre de 1975. Colaboró en la creación del despacho laboralista de la UGT de Madrid y fue responsable del PSOE en el Colegio de Abogados de Madrid.  Fue delegado en el  XXX Congreso de la UGT y en el  XXVII Congreso del PSOE, celebrados en Madrid en abril y diciembre de 1976 respectivamente. Delegado al XVIII Congreso del PSOE celebrado en Madrid en mayo de 1977, en el que presidió la Comisión de Organización y Estatutos. 
Elegido diputado del PSOE por León en las primeras elecciones generales de la democracia, celebradas el 15 de junio de 1977, formó parte de la  Legislatura Constituyente y fue reelegido en las elecciones generales del 1 de marzo de 1979, permaneciendo como diputado en la I Legislatura hasta su muerte, el 15 de septiembre de 1979.
Como diputado, jugó un papel relevante  durante la discusión de la reforma fiscal presentada por el ministro de Hacienda de la UCD (Unión de Centro Democrático), Francisco Fernández Ordoñez. El propio Fernández Ordóñez destacó el papel de Baldomero Lozano en la reforma: "Su aportación, sobre todo al impuesto progresivo sobre la renta, ha sido muy importante". (artículo de Francisco Fernández Ordóñez en El País, 18 de septiembre de 1979)
Como diputado del Congreso fue vocal en las comisiones de Hacienda (10/11/1977 a 02/01/1979 y 10/05/1979 a 15/09/1979), Economía (10/11/1977 a 02/01/1979), Presupuestos (10/11/1977 a 02/01/1979 y 27/04/1979 a 15/09/1979), Comercio y Turismo (15/11/1977 a 02/01/1979), de la Comisión de Investigación sobre RTVE (31/05/1979 a 15/09/1979) Comisión de Incompatibilidades (04/08/1977 a 17/11/1977 y 17/11/1977 a 02/01/1979).
Como diputado por León defendió públicamente la autonomía uniprovincial de León en las campañas de las electorales generales y municipales de 1979, dentro de un PSOE dividido entre quienes apoyaban la creación de una comunidad autonomía uniprovincial y quienes respaldaban la integración en el proyecto autonómico de Castilla y León y su muerte contribuyó a la derrota de las posiciones autonomistas leonesas en el II Congreso Ordinario del PSOE de diciembre de 1979, donde se decidió apoyar la integración de León en el proyecto autonómico de Castilla y León. 
Baldomero Lozano murió el 15 de septiembre de 1979 en la Clínica de la Concepción de Madrid, a los 38 años de edad víctima de un cáncer.
Un grupo de socialistas leoneses, el Colectivo Baldomero Lozano, lleva su nombre  y una calle en la ciudad de León lleva su nombre (42°36′31″N 5°34′01″O / 42.6085833, -5.5669722)